# 注意力不足過動症的爭議

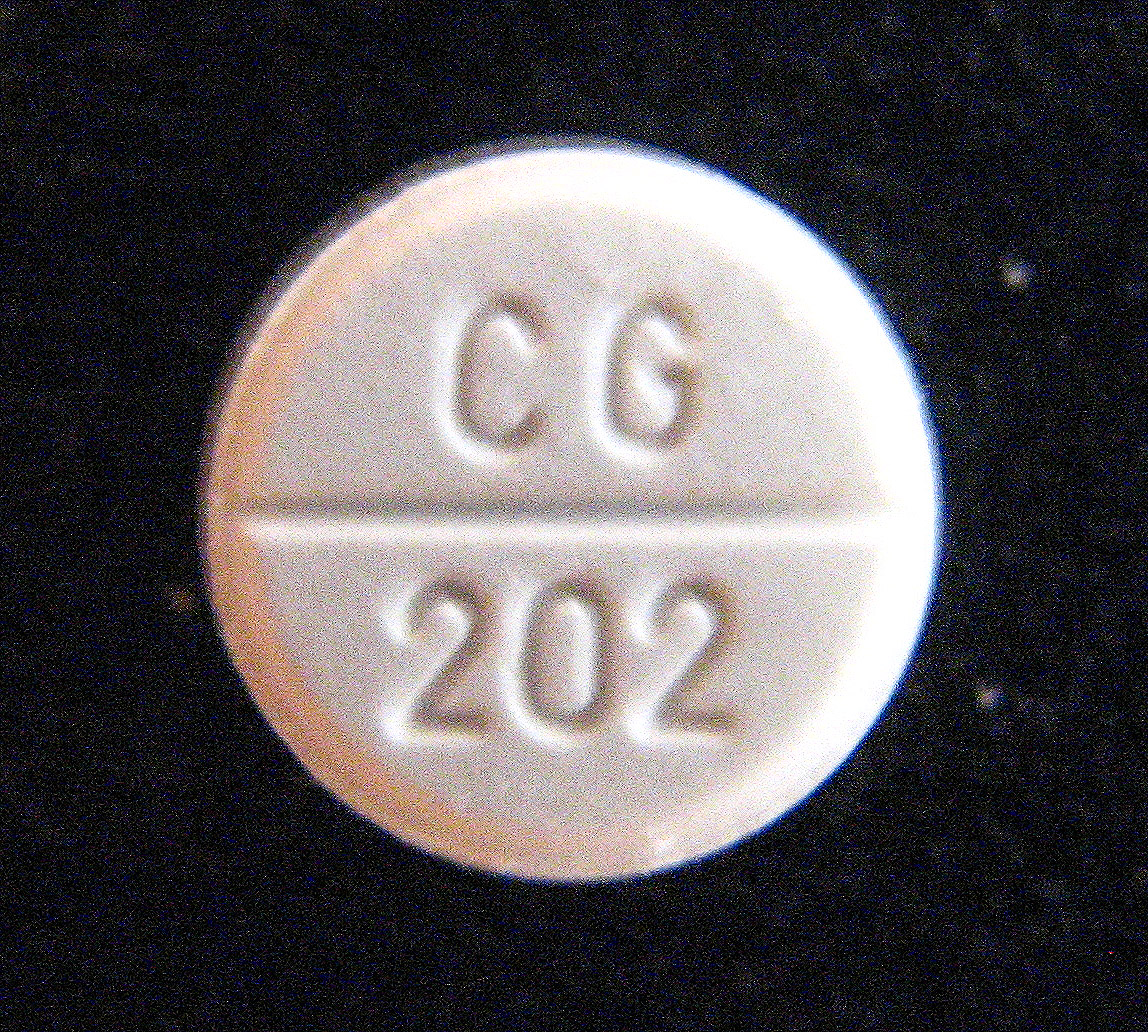
10mg哌甲酯（利他能）的藥錠（Ciba/Novartis），是常用來治療ADHD的處方藥

自1970年代開始，注意力不足過動症（ADHD）疾病本身、其診斷及醫療在歐美就已經是有爭議性的議題。爭議和臨床醫師、教師、政策訂定者、家長及媒體有關。各觀點對注意力不足過動症的認知差異很大，有的認為注意力不足過動症是正常行為的範圍內，也有的假定注意力不足過動症是一種遺傳疾病。其他有關注意力不足過動症的爭議包括對兒童用（合理劑量的）中樞神經刺激劑藥物進行治療、診斷的方式，以及是否有過度診斷或診斷不足的情形。英國國家健康照護專業組織（NICE）在2009年發表聲明，聲明中有提及目前存在的爭議，也表示：目前的治療及診斷方式都是依照學術文獻中的主流學術觀點為基礎。2014年時，基思·康納斯（是早期推動美國大眾認知注意力不足過動症的人士之一），在《紐約時報》提出他認為注意力不足過動症在美國有過度診斷的情形，不過同年有一篇經過同儕審查的醫學回顧性文獻，表明ADHD在美國成人族群中的診斷率低於實際的盛行率。
ADHD的診斷率在各國家、同一國家的不同地區、種族及族群之間有著相當的差異，因此除了ADHD的盛行率外，可能也有其他因素影響ADHD的診斷。部份社會學家認為ADHD是將「不常見且不被廣泛接受的行為」醫療化的例子，也就是將一些以往認為和醫學無關的學校表現問題，用醫療的方式來處理。在美國，大部份的醫療人員認為ADHD是真正的疾病，至少在症狀較明顯的人身上是這樣沒錯；而美國醫療人員之間仍存在的爭議主要是在那些較多數，症狀較輕微的病症的診斷及治療方式，另外一些爭議是在於ADHD是否有過度診斷或是診斷不足的情形。台灣在2016年7月時，因為ADHD是否要用藥的爭議，立法院舉行過「ADHD之多元探討公聽會」。

## 簡介
根據美國精神醫學學會在2013年出版的《精神疾病診斷與統計手冊》第5版（DSM-5），注意力不足過動症屬於神經發育障礙，在大部份文化下，兒童的盛行率為5%、成人的盛行率為2.5%。現今注意力不足過動症此一疾病的存在是廣為人接受的事實，不過有關此一疾病的爭議在1970年代就已經開始。成人注意力不足過動症繼續成為爭議的來源之一。根據DSM-5，相關症狀需在12歲以前就出現，但是注意力不足過動症的症狀常常持續到成人階段。一些家長及教育者仍會懷疑兒童是否有過度診斷的情形，以及治療方式的有效程度，特別是包括中樞神經刺激劑（興奮劑，下同）在內的藥物治療。不過根據社會學教授Vincent N. Parrillo表示：「家長以及像是CHADD（即ADHD兒童及成人患者）等團體仍傾向支持醫學界對於注意力不足過動症的觀點。」

## 成因
注意力不足過動症的病理生理學還不清楚，也存在著許多相互競爭的理論。

### 生理造成的疾病
已經發現在注意力不足過動症患者及非患者的大腦有些差異，而且常常可以觀察到其中的差異，但還不確定是否是這些差異造成注意力不足過動症的症狀，也還不知道這些差異如何導致相關的症狀。許多不同種類神经成像的結果指出注意力不足過動症患者及非患者的大腦是有差異的，例如患者的大脑皮质有較薄的區域等。。
一般認為注意力不足過動症有高度的遺傳性。双生子研究結果指出：注意力不足過動症的變異中，有約70至80%可以用基因來說明，不過目前也有較多研究在探討，基因-環境交互作用是否對注意力不足過動症有影響，母親吸煙或是喝酒可能是影響因素之一。也有人認為注意力不足過動症其實是異質性疾病，其中有多種遺傳及環境的因素，結果是產生類似的基因變化。2014年一篇ADHD病因綜述的作者提到：「雖然全基因组关联分析已識別出一些染色體區域，其中可能包括會造成ADHD易感性的基因，目前為止還沒有識別出哪一個單獨的基因是主要造成ADHD的原因。」。不過那篇病因綜述之後又有許多新的研究，而其他其他可遺傳的人類特徵（例如思覺失調症）也有類似的遺失遺傳問題，其特徵無法用單一基因來解釋。在線孟德爾遺傳（Online Mendelian Inheritance in Man, OMIM）數據庫列出了常染色體顯性遺傳狀態下，有關ADHD的基因，聲稱這些基因會造成ADHD。到2014年為止，OMIM列出了六個基因（以及其變體）和ADHD有關。

### 社會建構理論
注意力不足過動症的社會建構理論認為注意力不足過動症不一定是真正的疾病，而注意力不足過動症的診斷是社會建構的解釋，只是描述一些不符合一般認知社會規範的行為。
也有論點提出，就算ADHD是社會建構的，ADHD仍然可以是實際存在的疾病，就像肥胖是由許多不同的文化構成，而其本身仍然是疾病，對身體也有明顯的不良效果。支持ADHD社會建構理論的人，有少數認為ADHD「是被人為發明出來的疾病」，他們認為其實沒有ADHD疾病，而所觀察到的行為可能是因為其他原因或是疾病而出現。

## 診斷

### 診斷方式
目前香港已有化驗中心可以經血液診斷ADHD。。
過去的二十年中，已有許多針對腦部機能的研究，可以支持「注意力不足過動症是执行功能障碍的问题」的論點。男性和女性的大腦有些差異，可能可以解釋ADHD在男性及女性身上的症狀可能會有不同之處。針對男孩及女孩的腦電圖進行的研究表明，在識別ADHD時，不能忽略男孩和女孩的性別差異。男孩和女性在其成熟模式下，兩者的腦電圖之間有些差異，因此可能要針對ADHD的性別差異作進一步的探討及研究。

### 過度診斷及診斷不足
ADHD的過度診斷一般是指兒童沒有ADHD，但被診斷患有ADHD。這類的情形會稱為「偽陽性」，不過「單單出現診斷上的偽陽性，不表示有過度診斷的情形」，若診斷方式本身有不精確，或是其盛行率持續有偏高的情形，才能說是過度診斷。「若ADHD有過度診斷的情形，偽陽性的比例需明顯的大於偽陰性（兒童有ADHD，但沒有識別或是診斷出來）的比例」。一般8至15歲的兒童，ADHD盛行率約為7.8%，但只有48%的患者在十二個月內有接受精神衛生醫療。
證據也指出ADHD的盛行率在不同的種族及族群中也可能有些差異。儘管使用相同的方式進行分析，ADHD在不同文化下的盛行率會有很大的變化，有些研究者認認為這是因為不同文化對於什麼情形才算是破壞行為、不專心和多動症有不同的看法。
有研究者認為過度診斷發生在富裕或同質性高的社區，而較貧窮或是較弱勢的社區因為缺乏資源，也沒有財務支應，比較容易出現診斷不足的情形。沒有醫療保險的人比較不容易針對ADHD就診。再進一步地，「ADHD診斷的分布會沿著社會經濟線的分界」。因此很難將全國性、通用的指南應用到地區性、個別的情形，例如無法轉診、缺乏資源或是病人沒有保險的情形，都會助長ADHD的誤診。
病患的發展情形也會影響對於ADHD狀態的認知。一般認為ADHD是慢性疾病，在兒童期出現，會延續到成人期。不過有些研究者發現當兒童的ADHD病患長大進入成年時，有些病患的症狀會減退。當兒童進入青春期時，家長和老師開始將關注的焦點轉向會影響學業表現的行為。有些研究指出ADHD的主要症狀是家長針對病患評估的主要鑒別診斷基準，但不同年齡層的病患，其主要鑒別診斷基準也有所不同。兒童ADHD病患的主要鑒別診斷基準是過動，而青少年病患的主要鑒別診斷基準是無法專注。
合併症的問題也是另一個解釋ADHD過度診斷的原因。在確診ADHD的兒童中，有75%符合其他精神精神科的诊断标准。確診ADHD的兒童中，有25%至30%有焦虑症、有9%至32%有抑郁症、45%至84%有對立性違抗症，而44%至55%青少年的病患有品行障碍，ADHD的兒童病患中有20%至40%有學習障礙。
另一種ADHD過度診斷的可能解釋是出現在兒童身上的「相對年齡效應」。同一年級中，實際年齡較小的兒童比較容易誤診為ADHD，並且用處方藥物進行治療，相對的，同年級實際年齡較大的兒童比較不會有此情形。若兒童比其同年級的同學小了將近一歲，往往會比其他同學要來的不成熟，也會影響其学业和运动表现。2017年11月時，刺胳針針對其他國家的的研究發現，上述現象在七到九歲這個時期比較明顯。
有關ADHD診斷不足（或稱為「偽陰性」）的探討主要是出現在探討成人、女孩或是弱勢族群ADHD的文獻中。估計在成人中，ADHD的比例約在4%至6%之間。不過成人的ADHD病患中，只有11%有真正得到評估以及治療。有ADHD症狀的兒童，到成人時，有30%至70%不等的比例有出現ADHD的損害性症狀、而30%至50%仍符合ADHD診斷的標準。
有關ADHD性別差異的研究也指出了在ADHD女孩有診斷不足的問題。ADHD的男女比例為4:1，而罹患ADHD的女孩中，有92%是注意力不足的亞型。這個性別上的差異可以用ADHD在男孩及女孩身上出現不同的症狀來解釋。一般而言，ADHD的女性比較不會有破坏性行为，比較多的是内化行為。相較於有相同疾病的男孩，ADHD的女孩多半比較不會有行為上的問題，較不會有侵略行为，比較不會冲动及過動的行為。ADHD女孩的行為模式比較不會影響課堂或是家庭生活，因此家長或是老師比較可能低估或是忽略這一方面的潛在問題。目前的診斷準則比較是以男性為主，較少考慮到女性的情形，因此比較會強調男性ADHD的一些症狀特徵。因此有許多ADHD的女孩或是女性被忽略了。研究發現有ADHD的女孩，尤其是那些冲动迹象的女孩，其試圖自殺的比例是有對照組女孩（沒有類似症狀的女孩）的三到四倍，而且這些女性自傷的比例也是其他女性的二到三倍。
如同之前所提到的，一般認為ADHD的診斷不足比較容易出現在弱勢的社群中，這些社群一般也比較貧困。其中有精神卫生需求的儿童中，有50%沒有接受评估或治疗。是否可以接觸到精神卫生服務及資源會受到許多因素的影響，例如「性別、年齡、種族或民族，以及醫療保險」。因此可能有些需要接受ADHD診斷的兒童永遠無法獲得確診，也不會出現在盛行率的數據中。
在2005年，美國的教師中有82%認為ADHD有過度診斷的情形，而3%認為有ADHD診斷不足的情形。在中國有19%的教師認為ADHD有過度診斷，而57%認為有ADHD診斷不足的情形。

## 治療
注意力不足過動症治療的建議會隨國家而不同，一般會包括心理治療、生活方式的調整、以及藥物。英國醫學指南建議在治療兒童ADHD時，只有在症狀嚴重時才能用藥物作為第一線的治療方式，若症狀中等，需在進行心理治療無法改善症狀，或是再度進行進行心理治療才考慮使用藥物。加拿大及美國的醫學指南則建議藥物及行為治療並用來作為第一線的治療方式，但學齡前的兒童不建議用藥物治療。

### 中樞神經刺激劑
美國國家心理衛生研究院建議將中樞神經刺激劑納入ADHD治療方式中，並認為「在醫療監督使用下，利用中樞神經刺激劑治療可以視為是安全的。」2007年有針對藥物的類別審查，在常處方的中樞神經刺激劑中，沒有發現藥效差異或是不良副作用的證據
1993年到2003年之間，全世界ADHD藥物的使用量成長到將近原來的三倍，大部份的ADHD藥物是在美國開立的處方。在1990年代，全球哌甲酯和右旋安非他命的用量中，美國佔了90%，2000年代初期，因為其他國家的使用量增加，因此美國使用量的比例降到80%，但聯合國毒品和犯罪問題辦公室提出的2006年世界藥品報告中，提出美國只佔全球右旋安非他命使用量的17%。2003年時，英國醫師所開立的哌甲酯處方箋只佔美國的1/10，而法國及義大利所開立中樞神經刺激劑的處方箋只佔美國的1/20。而2006年世界藥品報告中也提到在2000年初期，已有許多歐洲國家將安非他命列為治療用藥物。
1999年針對四個美國社區1285名兒童及其家長的研究指出，之前的12個月內，有12.5%符合ADHD標準的兒童有接受中樞神經刺激劑的藥物治療。2000年5月，美國緝毒局（負責管制毒品及管制藥品）副總監Terrance Woodworth的證詞提到藥品利他能的總生產量已從1990年的1,768公斤增加到2000年的14,957公斤。此外IMS Health也提出Adderall的處方數量已從1996年的130萬劑增加到1999年的將近600萬劑。

#### 不良影響
有些家長以及專業人士針對中樞神經刺激劑藥物的副作用以及長期使用提出質疑。而核磁共振研究指出長期用苯丙胺或是哌甲酯治療，會減少一些ADHD患者常見的腦部結構及機能異常，並且可提昇右尾状核的機能。
美国食品药品监督管理局（USFDA）曾在2006年2月9日投票通過針對治療ADHD的中樞神經刺激劑藥品加註黑框警告，說明有可能增加心血管疾病的風險。後來USFDA委託的研究指出，不論是在兒童、青少年或是成年人，嚴重的不良心血管事件（心搏停止、心肌梗死或是中風）和苯丙胺或其他ADHD治療用中樞神經刺激劑的使用沒有相關性。
苯丙胺及哌甲酯對於基因調節的影響和劑量及給藥方式有關。大部份基因調節和過動的研究是以動物實驗為基礎，在實驗中注射高劑量的苯丙胺。有少數研究是用（依體重比例）等效人體治療劑量及口服給藥，兩者的效果即使有差異，差異也非常的小。若是因為腦部發展或是心理疾病，需長期使用哌甲酯，其長期對人體影響還不清楚。不過美國二歲到六歲的兒童中，有0.51%至1.23%有服用中樞神經刺激劑的藥物。而尚未獲准對這些年齡層使用中樞神經刺激劑來進行治療。
有些情形下，在接受中樞神經刺激劑治療時，其身高及體重的成長會較正常值要低，若停止中樞神經刺激劑治療，身高及體重的成長會恢復到正常的範圍。若持續接受了三年的中樞神經刺激劑治療，成年時身高平均會減少二公分。

#### 效果
臨床中樞神經刺激劑研究的回顧研究，已經確定長期用苯丙胺治療ADHD的安全性及效果。有一個证据回顧注意到一個針對瑞典兒童進行的随机对照试验，是用苯丙胺治療ADHD進行九個月的時間。在治療中，兒童的專注力、破壞性行為、多動症狀都有改善，且智商平均增加了4.5。研究也注意到接受研究的個案中，有高比例是有ADHD的共患病，因此推測若患者的共患病較輕微，長期的ADHD治療可能會更有機能上的改善。
一篇2008年的回顧指出使用中樞神經刺激劑治療兒童會提高家長及老師對其行為的評比，但不會提昇學業表現。同樣的研究也發現，接受治療三年以上的兒童，其發育會較未治療的兒童要慢。14個月的密集治療不影響八年後的長期療效。在各種藥物的療效及副作用上，沒有找到顯著的差異。

#### 學校的態度
有些學校試著要求學生在就學前就接受ADHD的藥物治療。美國已通過法案反對這項措施。

#### 誤用的潛在風險
用來治療ADHD的中樞神經刺激劑在美國列為第二階段管制物質。爭議的焦點在於哌甲酯濫用的比例是否和其他的中樞神經刺激劑相當。有些研究者認為其濫用比例較其他的中樞神經刺激劑要少很多，不過目前研究指出根據其濫用評比分數，其誤用的潛在風險和可卡因及d-苯丙胺相近。
不論兒童是否有患有ADHD，都有中樞神經刺激劑濫用的風險，而有ADHD的人，其濫用中樞神經刺激劑藥物或是將藥物轉手給其他人的風險最高。根據2008年的元分析，美國國小，中學的學生中有5%至9%有服用非處方的中樞神經刺激劑，大學生中則有5%至35%。其中大部份服用的原因是為了提昇專注力、提高警覺性或是進行實驗。
病患可能會將中樞神經刺激劑處方藥當作娛樂性藥物賣出，而有些沒有ADHD的學生會有哌甲酯（Ritalin）作為學習時的輔助藥物。中樞神經刺激劑的非處方使用比例很高。2003年的研究發現前一年美國大學中有4.1%的學生使用非處方的中樞神經刺激劑。
2008年球季，美國職業棒球大聯盟有近8%選手持有ADHD的診斷證明，大聯盟授權他們可以服用中樞神經刺激劑治療，聯盟的勞工關係行政副主席Rob Manfred表示因為大聯盟選手都是男性，且平均年齡較低，其數據不適合和與全國ADHD的數據來比較（ADHD在國際成人族群的盛行率為：3~5%）。而美國職棒大聯盟選手ADHD比率的上昇（2007~2008球季）和該盟在2006年發布兴奋剂的禁令時間重疊，因此當時有些論點認為可能有部份選手藉由模仿ADHD的症狀、或是偽造其相關病史來躲避大聯盟對於兴奋剂的禁令

## 利益衝突
美國食品藥品監督管理局（USFDA）在2008年時曾針對五家藥品公司，有關ADHD藥品的假廣告及不恰當的行銷資料提出警告。USFDA在2008年9月发送通知給诺华公司及強生公司，因為他們在Focalin XR及專思達的廣告上誇大藥物的效果。FDA也因為Adderall XR的廣告，寄送了類似的通知給Shire藥廠。
罗素·巴克利是著名的ADHD研究者，也發表過ADHD的診斷指南，但因為曾經收受藥廠的演講費及顧問費，因此其研究也受到批評 。
哈佛醫學院的約瑟夫·貝德曼是ADHD醫學專家，論文常被引用，但在2008年時發現他在2000年至2007年有收受藥廠$160萬美元，沒有向哈佛醫學院核備。斯坦利醫學研究所（Stanley Medical Research Institute）有資助精神醫學的研究，其執行董事福樂·托利提到：「特別在兒童精神醫學的領域，我們知道的真的太少，我們迫切的需要研究可以不受行業資金所影響。」
CHADD（Children and Adults with Attention-Deficit/Hyperactivity Disorder）是位於马里兰州Landover的ADHD倡議組織，2007年所接受的醫療協助，佔其預算116.9萬美元的26%。

## 標籤和污名化
羅素·巴克利認為ADHD的標籤是兩面刃，標籤有許多的缺點，但是若是準確的識別（及標籤），當事人可以接觸到需要的醫療服務。他也認為標籤也可以幫助個人瞭解其診斷，配合實證為基礎的資訊下，針對如何應對診斷結果有最好的決定。進一步的研究指出兄弟姊妹及家長的教育至少對於短期治療的結果上是有幫助的。巴克利也提到ADHD的權利「...因為已通過許多的法案保護這一群人，在特殊的教育法案（例如美国残疾人法案）中，有提到ADHD符合其中的條件。若是改變了這様的標籤，再將此視為只是正常氣質下的一些變異，這些人就失去了符合他們需要的服務，也喪失了這些努力之後才獲得的保護，原來讓他們可以不會被歧視的保護...」。建立CHADD的精神科醫生哈維·帕克則認為：「我們應該為了全美國的學校開始瞭解及認識ADHD的兒童，也開始去尋找治療方式而慶賀。我們應該為了大眾不再看待ADHD的兒童是「壞小孩」，而看成是有困難的兒童（而且是可以處理/改善的困難）而慶賀。」。不過兒童在學校中，常會因為使用精神科藥物而被同學嘲笑，其中也包括ADHD的用藥。

## 對於注意力不足過動症的觀點

### 歐洲國家的觀點
有關注意力不足過動症的定義，除了《精神疾病診斷與統計手冊》（DSM）外 ，也可以參考世界衛生組織提出《國際疾病與相關健康問題統計分類》（ICD）中的定義，在1992年完成的ICD-10，將注意力不足過動症放在「第五章：精神和行为障碍」的「F90 過度活躍症」之下。而DSM-5的準則則是相關症狀要在12歲以前出現，ICD-10的標準較窄，相關症狀要在七歲之前就出現，因此ICD-10下的ADHD盛行率會較DSM-5下的盛行率要低。
2009年時，英国心理学会、皇家精神医学院和英國國家健康照護專業組織合作發表一系列有關注意力不足過動症診斷及治療的指南。指南中回顧了Ford等人的研究，其研究發現若使用美國的DSM-IV標準，英國有3.6%的男孩及0.85%的女孩有注意力不足過動症，指南中也提到，若使用的是ICD-10中針對過度活躍症的診斷標準（此標準對ADHD的定義較窄、是歐洲主要採用標準），盛行率降到1.5%。
一個2007年的系統性文獻回顧提出全世界ADHD的盛行率為5.29%，在北美及歐洲沒有顯著的差異，文獻回顧有提到非洲及中東的盛行率和北美有顯著差異，不過也提醒說這可能是因為在非洲及中東的相關研究不多所造成。
預定於2018年發行的ICD-11 （ICD 第十一版）的初始草稿中，注意力不足過動症歸類於6A05（ADHD）的類別裡，而該注意力不足過動症類別中的定義暨介紹已趨近現時之DSM-5。
英國、德國等國利他能等過動症藥物的處方數量自1990年後都有明顯上昇，有人認為是因為對子女「成績」重視所導致的結果，另一個論點是因為藥物減少過動兒童、青少年意外傷害的發生率，其助益超過藥物可能帶來的重大副作用，而且藥物是價值便宜，可以快速達到基本效果的選項。

### 山達基
Joel和Robert曾在《洛杉磯時報》的報導中指出：「利他能（一種治療ADHD的藥品）爭議的出現幾乎是由山達基運動一手推動」。公民人權委員會是山達基在1969年成立的反精神醫學團體。於1980年代在美國發起了反對使用利他能的運動，並且遊說國會針對利他能進行調查山達基出版品中曾提到「此運動真正反對的目標」是「精神醫學專業」。。湯姆·克魯斯曾認為利他能（哌甲酯）及阿得拉尔藥物是「毒品」（street drugs）。Ushma S. Neill醫師批評這種論點，指出在治療ADHD時使用的劑量不會有成癮的問題，而且有資料證實若用興奮劑治療兒童，兒童未來物質濫用的風險較低。

### 其他
英國科學家格林菲爾德在2007年於英國上議院公開演說，認為需針對ADHD的診斷急劇增加以及可能的原因進行廣泛的調查。在她的演說後，英国广播公司的《廣角鏡》有強調一些研究，這些研究認為建議的藥物在長期來說沒有比其他治療方式要好。2010年英國廣播公司信托基金批評2007年的《廣角鏡》節目，其中將研究總結為「兒童在使用ADHD藥物三年後，其行為沒有明顯改善」，但真正的結果是「研究發現兒童在藥物一段時間後，行為會有顯著的改善」，只是藥物長期的結果「沒有比行為治療要好。」。
美國共和黨参议员強尼·艾薩克森在2017年時表示ADHD不是學習障礙，而是「家長不足障礙」（parental deficit disorder），是「家長沒有依應有方式教養小孩」的結果，因此被他的選民批評。
台灣在2016年7月時，因為ADHD是否要用藥的爭議，立法院舉行了「ADHD之多元探討公聽會」，其中討論ADHD用藥面向、ADHD孩子學習環境及處理方式等議題。與會的兒童及青少年精神科醫師表示目前治療會依病患情形，使用行為治療、藥物治療及環境支持等多元作法，也建議治療方式需要有科學證據及嚴謹的研究設計支持。而出席的公民人權協會代表、以及幾位在場的中醫、小兒科醫師及營養師則反對利用藥物治療ADHD，認為透過飲食、環境及家庭等方式即可改善。臺灣兒童青少年精神醫學會在公聽會後發佈新聞稿表示：藥物治療本身雖有其限制，不過藥物治療是受到國際認可的有效治療方式。

## 外部連結
- 巫毓荃（中央研究院歷史語言研究所助理研究員）. . 歷史學柑仔店（kám-á-tiàm）. 2017-03-24  [2018-03-18]. （原始内容存档于2017-06-23） （中文）.
- Kayue. . The News Lens 關鍵評論網. 2018. （原始内容存档于2018-03-21） （中文）.
- 林子勤／中山醫學大學附設醫院 精神科醫師. . The News Lens 關鍵評論網. 2016-12-08  [2018-08-01]. （原始内容存档于2018-08-01） （中文）.
- 林子勤. . The News Lens 關鍵評論網. 2016-11-26  [2018-08-01]. （原始内容存档于2018-08-01） （中文）.